# Trox matsudai
Trox matsudai is een keversoort uit de familie beenderknagers (Trogidae). De wetenschappelijke naam van de soort is voor het eerst geldig gepubliceerd in 1999 door Ochi & Hori.